# Georg Kruse
Georg Kruse (* 13. Oktober 1830 in Neustrelitz; † 19. Dezember 1908 in Berlin) war ein deutscher Schauspieler und Schriftsteller.

## Leben
Kruse war der Sohn eines Kastellans. Mit 17 Jahren meldete er sich 1847 freiwillig zu den Garde-Ulanen in Potsdam. Er war im darauffolgenden Jahr an den Straßenschlachten in Berlin beteiligt. Danach bekam er eine Anstellung als Koch bei Gerhart Hauptmann. 1852 kündigte er und ging zum Theater. 1856 wurde er Direktor einer Schauspieltruppe, mit der er unter anderem in Lauban (heute Lubań), Zittau, Liegnitz (heute Legnica) und Görlitz spielte.
1869 war er Mitbegründer des Thalia-Theaters in Breslau (Wrocław). 1872 übernahm er die Leitung des Herminia-Theaters in Dresden. Kurze Zeit 1873/74 leitete er Theater in Essen und Krefeld. Zwischen 1878 und 1880 war er am Hoftheater in Sondershausen, 1881 am Stadttheater in Aachen und 1882 am Nationaltheater in Berlin beschäftigt.
Ab 1882 leitete er die Stadttheater in Wismar und Rostock und das Sommertheater in Magdeburg.
Während dieser Zeit veröffentlichte er einige Bühnenwerke, teils Eigenes, teils Bearbeitungen anderer Autoren. Zeitweise benutzte Kruse für seine Veröffentlichungen die Pseudonyme F. Silesius und G. Krüsemann.
Der Dirigent Georg Richard Kruse ist sein Sohn.
Georg Kruse starb mit 78 Jahren am 19. Dezember 1908 in Berlin.

## Werke
- Kriegsgefangen (1866)
- Lieb Vaterland magst ruhig sein (1870)
- Ein Mann aus dem Volke (1871)
- Die Brautschau des Kronprinzen (1879)
- Heimliche Zusammenkünfte (1894)
- Sie weint (1894)
- Der Roland von Berlin (1898)
- Dichter und Bauer (1901), Erweiterung des gleichnamigen Werks von Franz von Suppè zur Operette